# 杨鼎将军墓
杨鼎将军墓，位于中国广东省河源市紫金县水墩镇上横坑黎钩嶂，为紫金县的一个县级文物保护单位，类型为古墓葬，公布时间为1987年6月。
杨鼎将军墓的历史年代为清代。